# Мацумае Мітіхіро
Мацумае Мітіхіро (8 лютого 1754 — 17 липня 1832) — 8-й даймьо Мацумае-хана.

## Життєпис
Походив з самурайського роду Мацумае. Старший син даймьо Мацумае Сукехіро. Народився 1754 року. 1765 року після смерті батька успадкував родинні володіння. З огляду на молодий вік деякий час керував під наглядом родичів з інших родів. Починаючи з 1770-х років торгівці і самураї хана почали все частіше стикатися з козаками з російської імперії. У 1778—1779 роках останній здійснили напад на важливу басьо (торгівельну факторію) на північному сході Хоккайдо, біля бухти Аккесі. Також козаки взяли ясак з місцевих айнів. Усе це змусило збільшити охоронні загони в басьо на півночі Хоккайдо та Південних Курилах. Водночас посилилося втручання у справи хана з боку бакуфу, яке у 1786 і 1788 роках спрямовувало на Хоккайдо спеціальних інспекторів.
Разом з тим погіршувалися стосунки з айнами (з 1774 до 1781 року торгівля з айнами Сахаліну і Курил практично не велася). У 1789 році невеличкий конфлікт на о. Кунашир призвів до антияпонського повстання. Проте Мацумае Мітіхіро вирішив діяти мирним шляхом. Вірні йому вожді айнів Цукіное з Кунашира, Сьонко з Нокамаппу і Ікотой з Аккесі вмовили повсталих здатися. Очільників було страчено.
У 1792 році зрікся влади на користь старшого сина Мацумае Акіхіро. У 1807 року, коли бакуфу взяло під безпосередні контроль західні землі Хоккайдо, Мацумае Мітіхіро за наказом сьогуна переміщено до Едо, де мешкав тут, отримуючи компенсацію. З цього часу контроль над володіннями роду поступово став переходили до бакуфу (завершився процес 1855 року).
Помер Мацумае Мітіхіро у 1832 році в Едо.